# Fanny Ben-Ami
Fanny Ben-Ami (Parigi, 19 marzo 1930) è una scrittrice francese di origine ebraica, superstite dell'Olocausto.

## Biografia
Fanny Ben-Ami nasce a Parigi nel 1930 in una famiglia ebraica. A seguito dell'occupazione tedesca della Francia nel 1940, si trova a vivere la difficile esperienza dei bambini dell'Olocausto. Nel 1943, all'età di 12-13 anni, Fanny Ben-Ami riuscì a guidare un gruppo di altri bambini ebrei dalla Francia alla Svizzera, scappando dalla Wehrmacht e dalla persecuzione nazista dell'Olocausto.
Nel 2011 ha scritto il libro Le journal de Fanny, autobiografia romanzata in cui racconta la sua fuga. Dal libro è stato tratto nel 2016 il film Il viaggio di Fanny, diretto da Lola Doillon.
Dal 2017 vive in Israele.

## Opere
- (FR) Le journal de Fanny, Seuil Jeunesse, 2011, ISBN 202105327X.